# Escol

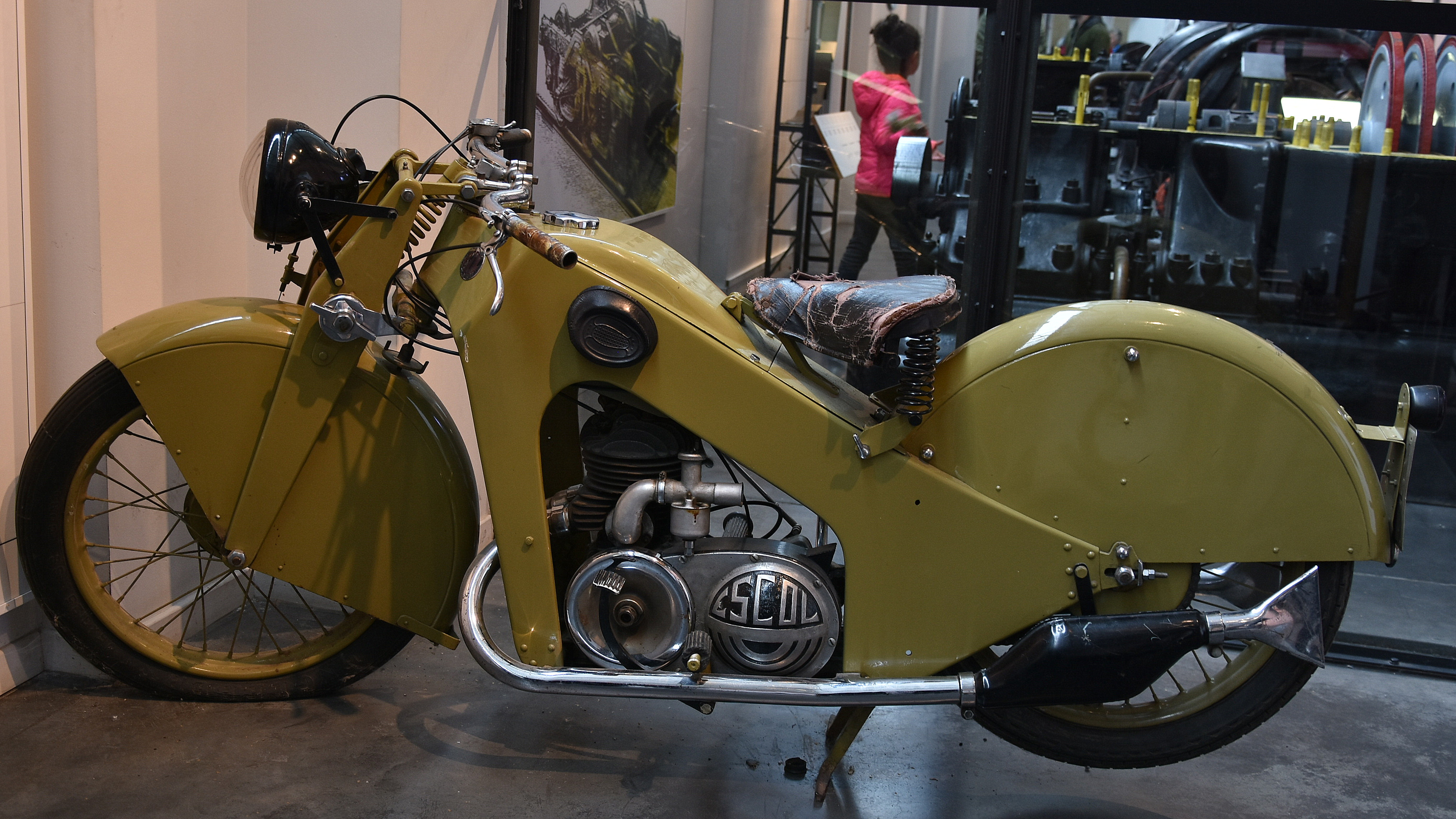
Motorfiets Escol in Bois du Cazier

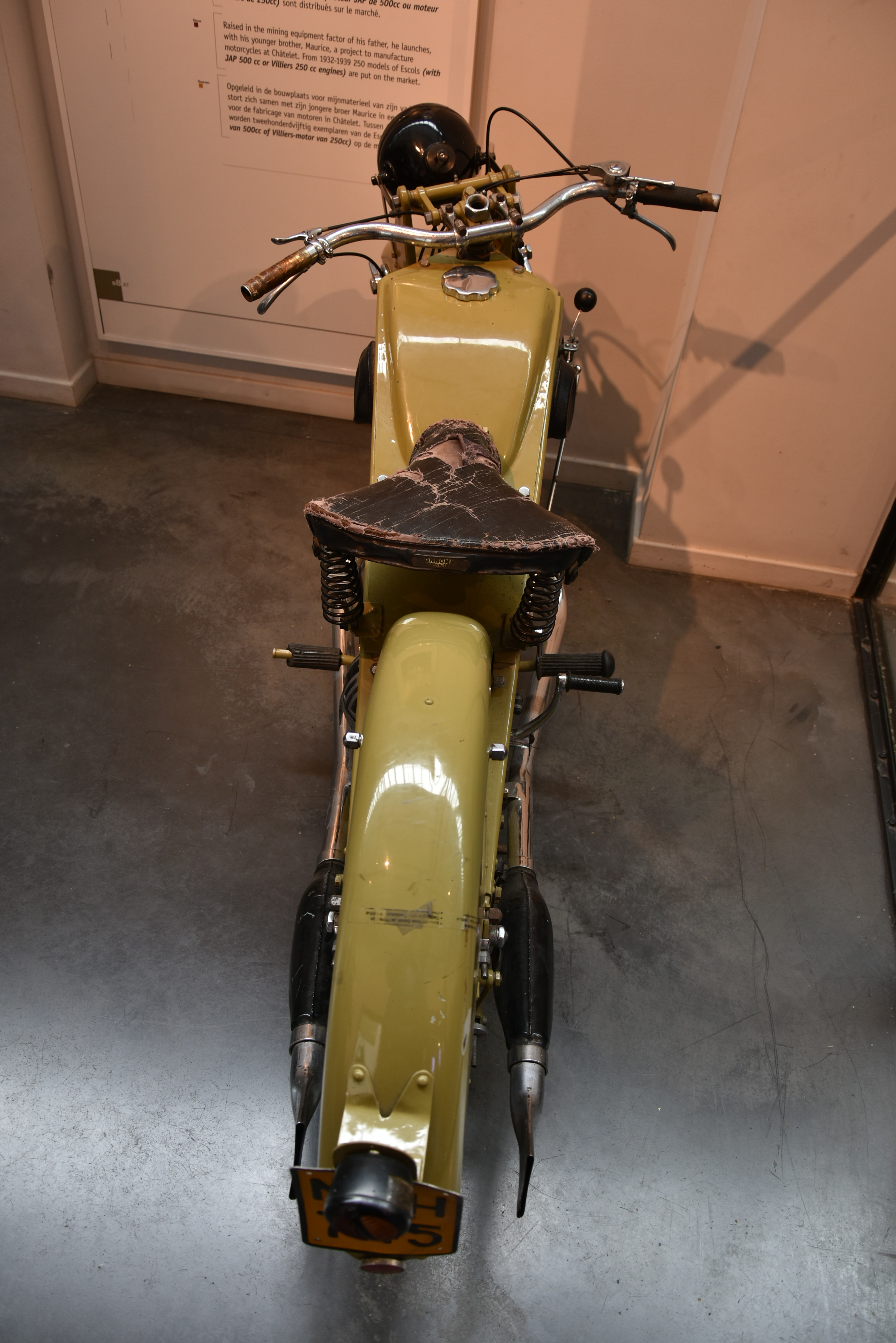
Motorfiets Escol

Escol is een historisch merk van motorfietsen en auto's.
Ets. Escol, later Ets. Moto Escol, Chatêlet, Charleroi (1925 - 1939).

## Voorgeschiedenis
In 1914 richtte Jules Escol, een mijningenieur die had gestudeerd aan de Katholieke Universiteit Leuven, Ets. Escol op. Zijn bedrijf specialiseerde zich in de productie van lieren voor de mijnbouw.

## 1923: Prototype
Geboeid door de motoren van deze lieren bouwden twee van zijn zoons, Félix en Maurice, in 1923 een prototype van een motorfiets met een Anzani-V-twin van 1100 cc. Deze was in de lengterichting geplaatst in een zeer bijzonder kokerframe van staalplaat. Er was een Malecet-Blin-versnellingsbak met drie versnellingen en zelfs een "achteruit" aan boord. Het imposante gevaarte woog liefst 330 kg!

## 1925-1939: Motorfietsen
Het was duidelijk dat dit slechts een "vingeroefening" was, niet geschikt voor de verkoop. Toch hielden de broers voor hun latere producten vast aan de forse geklonken plaatframes, waarbij de wielen ook werden ingepakt in forse spatborden. Vanaf 1926 brachten de broers deze commerciële modellen namens "Ets. Moto Escol" op de markt. Welke motoren hierin gebruikt werden is niet bekend, maar in de jaren dertig produceerde Escol 150-, 200-, 250- en 350cc-modellen met Villiers-tweetaktmotoren, 350-, 500-, 600-, 680-, 750- en 1000cc-modellen met JAP-eencilinders en V-twins (allemaal viertakten) en waarschijnlijk Python-motoren inbouwde. Er zaten enkele doordachte snufjes op: Het voorwiel kon gemakkelijk verwijderd worden door twee bouten van het voorspatbord los te schroeven. Dit kantelde naar achteren en diende als standaard. Het zadel klapte voorover om de carburateur en het boordgereedschap te bereiken.

## 1926-1929: Auto's
In 1926 begon Escol auto's te bouwen door de assemblage van onderdelen van andere fabrikanten, zoals chassis' van Paquis en Fivet-motoren. Alleen de carrosserieën werden bij Escol geproduceerd. Men deed met de auto's mee aan enkele races. In 1927 rustten zij hun auto's uit met modernere Chapuis-Dornier motoren en remmen op alle vier de wielen. Duurste model was de Torpédo Grand Sport. Escol gaf de autobouw in 1929 op.

## Epiloog
Rond 1939 werd ook de productie van motorfietsen gestaakt, volgens sommige bronnen door de grote depressie, maar het uitbreken van de Tweede Wereldoorlog is wellicht een meer logische verklaring. Het bedrijf Escol bleef echter bestaan en richtte zich weer uitsluitend op producten voor de mijnbouw.